# Wróg towarzysza Stalina
Wróg towarzysza Stalina. Wspomnienia z Kazachstanu 1940–1946 – książka Eugeniusza Iwanickiego, który jest jednocześnie jej narratorem – bohaterem uczestniczącym w wydarzeniach.
Książka wydana dopiero w 1990 roku po zmianie systemu politycznego w Polsce i zniesieniu cenzury. Książka jest chronologicznym zbiorem wspomnień autora, który w wieku 7 – 13 lat wraz z matką i siostrą przebywał na zesłaniu w Kazachstanie. W trakcie zesłania dołączył do nich ojciec zwolniony z Gułagu z Wysp Sołowieckich.
W książce można znaleźć barwne i tragiczne opisy z wydarzeń dotyczących życia codziennego zesłańców. Gdzie codziennością jest głód, przymusowa praca w kołchozie i śmierć, gdzie dzieci w oderwaniu od rodziców ulegają automatycznej rusyfikacji. W kilku fragmentach autor przytacza wspomnienia swojego ojca uczestnika Wojny domowej w Rosji po stronie czerwonych i przez krótki okres milicjanta w porewolucyjnej radzieckiej Rosji, jak również ciotki, i jej męża oficera białych, ukrywających się w ZSRR do naturalnej śmierci.
Książka zawiera też opisy przyrody, polowań na wilki i inną zwierzynę, jak również stosunek zwykłych Rosjan i miejscowej władzy do zesłańców. Oczami kilku- kilkunastoletniego dziecka pokazany został obraz codzienności daleko od frontów II wojny światowej, a przypominają o niej wymuszone dostawy żywności dla armii i niedostateczna liczba mężczyzn w wiosce.
Niektóre wypowiedzi przedstawionych postaci autor przytacza po rosyjsku bez tłumaczenia więc mogą one stanowić problem dla czytelnika.

## Wydania
- E. Iwanicki, „Wróg Towarzysza Stalina” „Wspomnienia z Kazachstanu 1940 -1946”, Łódź 1990, ISBN 83-85063-03-X.